# 프로카인 벤질페니실린
프로카인 벤질페니실린(Procaine benzylpenicillin) 또는 페니실린 G 프로카인은 다양한 세균 감염증의 치료에 유용한 항생제이다. 특히 매독, 탄저, 구강 감염, 폐렴, 디프테리아, 봉와직염, 동물 물림에 사용한다. 근육 주사로 투여한다.
부작용으로는 주사 부위 통증, 혈액 응고 문제, 경련, 아나필락시스를 포함한 알레르기 반응 등이 있다. 매독 치료에 사용할 때 야리시-헤르크스하이머 반응이 발생할 수 있다. 페니실린 알레르기 또는 프로카인 알레르기 병력이 있는 환자에게는 권장되지 않는다. 임신 및 모유 수유 중 사용은 비교적 안전하다. 프로카인 벤질페니실린은 페니실린 및 베타 락탐 계열 약물에 속한다. 벤질페니실린을 통해 작용하여 세균을 사멸시킨다. 프로카인은 이 복합제를 오래 지속되게 한다.
프로카인 벤질페니실린은 1948년에 의학적 용도로 도입되었다. 세계보건기구 필수 의약품 목록에 등재되어 있다.

## 의료 목적
프로카인 페니실린의 특정 적응증은 다음과 같다.
- 매독
  - 미국에서 Bicillin C-R (4ml당 벤자틴 페니실린 120만 단위와 프로카인 페니실린 120만 단위가 포함된 주사 현탁액)은 권장되는 벤자틴 페니실린 용량의 절반만 포함하고 있으므로 매독 치료에 권장되지 않는다. Bicillin L-A와 Bicillin C-R 간의 혼동으로 인해 약물 오류가 발생했다.[7] 그 결과, 제품 포장에 변경이 이루어졌다. 특히 Bicillin CR 및 Billin CR 900/300 주사기 라벨에 빨간색 텍스트로 "매독 치료용이 아님"이라는 문구가 추가되었다.[8]
- 경구 치료에 대한 순응도가 낮을 것으로 예상되는 호흡기 감염
- Pen V 및 에리스로마이신과 함께 Bicillin C-R은 연쇄상 구균 인두염 치료에 근육 주사 1회로 사용된다.
- 봉와직염, 단독
- 프로카인 페니실린은 탄저 치료의 보조제로도 사용된다.

## 부작용
고용량의 프로카인 페니실린은 함유된 프로카인으로 인해 경련 및 중추신경계 이상을 유발할 수 있다.

## 매커니즘
벤질페니실린과 국소 마취제인 프로카인의 염 형태인 페니실린의 일종이다. 이 염은 용해도가 낮아 현탁액으로 제조된다. 주사 시 조직 내에 침전물("저장소")을 형성하며, 염이 천천히 간질액으로 녹아들면서 두 분자가 장기간에 걸쳐 생체 활성 형태로 해리된다. 프로카인은 국소 마취제 역할을 하여 저장소의 불편함을 줄여주고, 벤질페니실린은 순환계로 들어가 세균 세포벽에 결합하여 세포벽 유지 및 생산을 억제한다. 이는 결국 세포 용해 (파열)로 이어진다. 일부 의학 문헌에서는 이 염의 해리 및 결과적인 벤질페니실린을 설명하기 위해 "가수분해"라는 용어를 잘못 사용하지만, 이는 부정확하다. 분자 자체는 변하지 않으며 반응에서 물이 소비되지 않는다. 생성물은 두 개의 반대 전하를 띤 생체 활성 분자이다.

## 약전 상태
- 영국 약전[12]

## 같이 보기
- 벤자틴 벤질페니실린/프로카인 벤질페니실린